# Étienne Billot

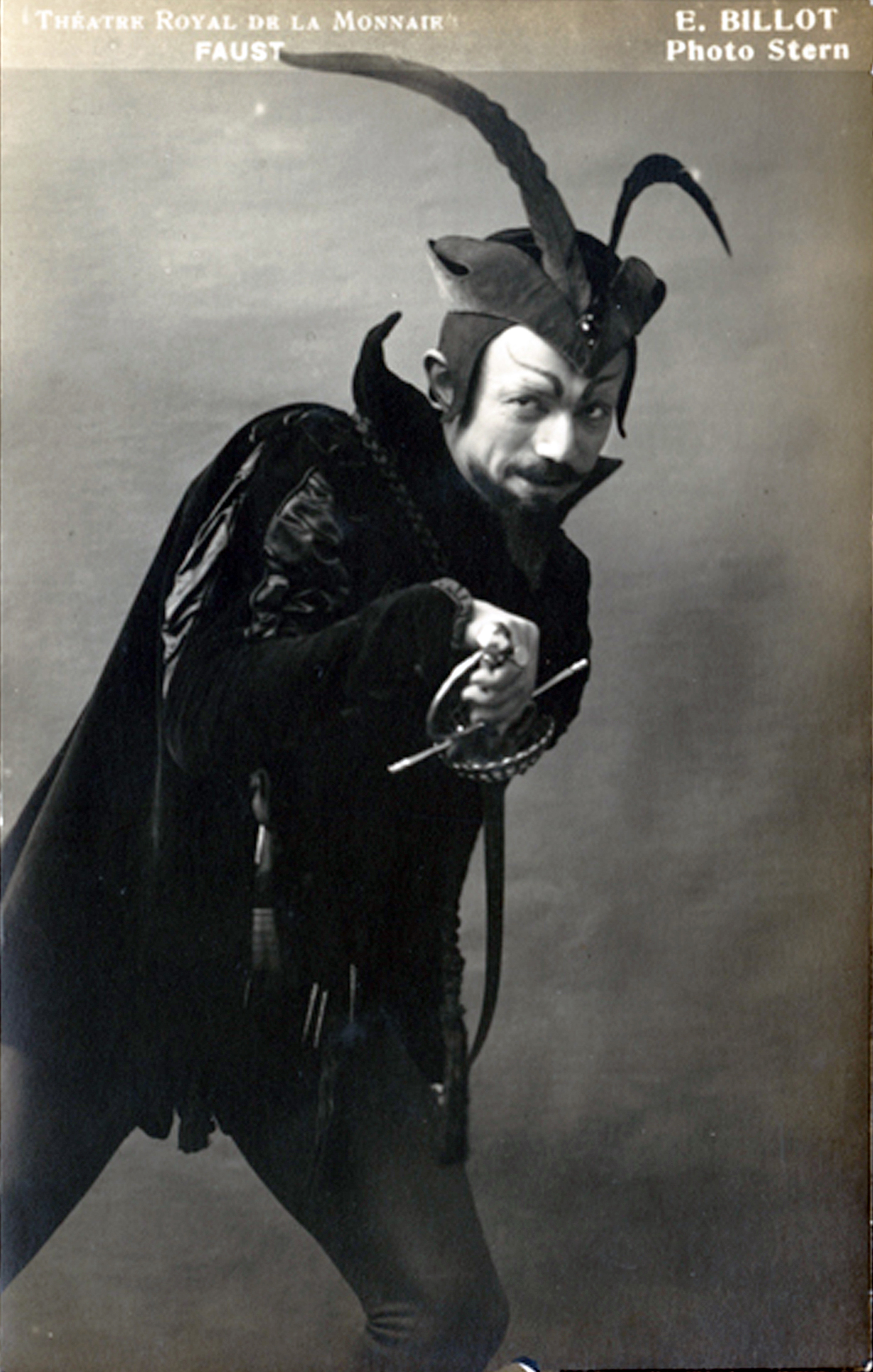
Étienne Billot dans le rôle de Mephistolpheles du Faust de Gounod.

Étienne Billot est un artiste lyrique (baryton-basse) français, né à Béziers le 25 septembre 1879 et mort à Marseille le 28 octobre 1962.

## Biographie
Étienne Billot perfectionna sa technique vocale en suivant les cours de Franco Pandolfini, puis il enseigna à son tour et eut comme élève René Landi.
Il débuta en 1903 au théâtre national de l'Opéra-Comique dans le rôle de Nikalantha de Lakmé.

## Quelques rôles
- Pelléas et Mélisande, à Marseille, rôle de Golaud[2].

« Notre cher Étienne Billot, avec sa bouche toujours un peu de travers, composait un Golaud de grande facture, sa somptueuse voix de basse, incisive, enrichissait en noblesse ce rude et poignant personnage" »

- 1925 : Le Barbier de Séville, Opéra de Marseille, rôle de Basile[4].
- 1938 : Louise de Gustave Charpentier, samedi 5 novembre 1938 au Capitole de Toulouse, distribution :

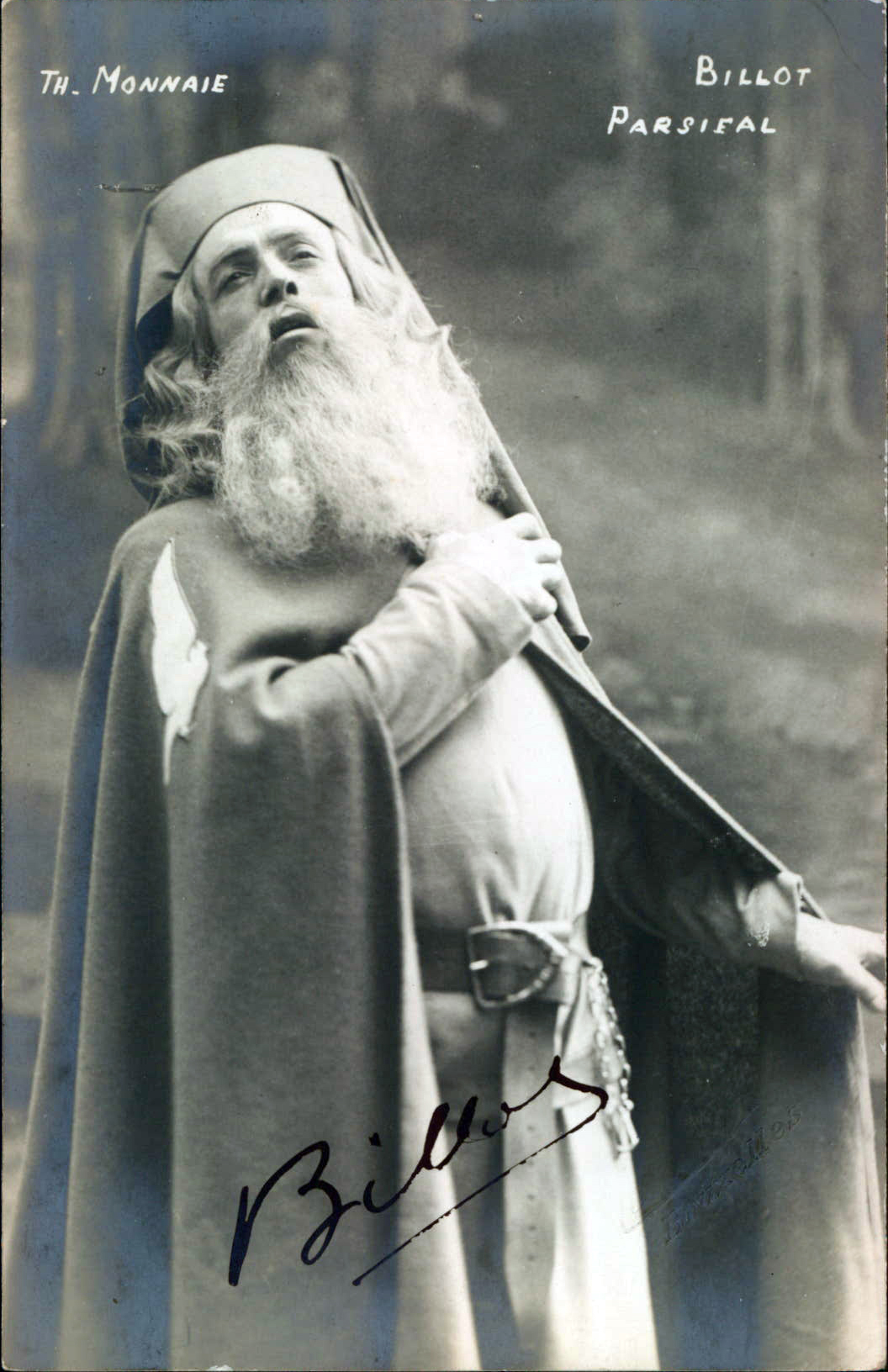
Étienne Billot dans Parsifal (Wagner).

Étienne Billot (le père), MM. Lignon (Julien), René Landi (le Chiffonnier), Fouchy (le Noctambule et le Pape des Fous), Mme Lily Leblanc (Louise), Pola-Fiszel (la Mère), Lecomte (Irma), MM. Dupin (le Bricoleur), P.M Bourdeaux (le Chansonnier).
- 1943 : Les Noces de Figaro de Mozart, le jeudi 4 mars 1943 à l’Opéra de Monte-Carlo, distribution :
Étienne Billot (Figaro), Ninon Vallin (la Comtesse), Bernadette Delprat (Suzanne), Thérèse Deniset (Chérubin), Lucy Orsoni (Marceline), Jeanine Tenoudji (Barberine), Suzanne Inglere et Blanche Bongiovanni (Deux jeunes filles), Michel Dens (le comte Almaviva), René Landi (Bartholo), AndréTestai (Bazile), Marc Sylvani (Antonio), et Gilles Charpentier (Brid’Oison). Chef d’orchestre Paul Paray.
- 1944 : Parsifal, Opéra de Lyon rôle de Gurnemanz[5].

## Discographie
Les premiers enregistrements d’Étienne Billot datent probablement de 1904, les derniers ont été réalisés au début des années 1930 ; tous sont édités par la marque Odéon. 

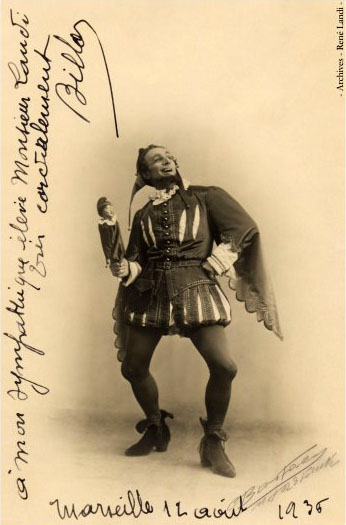
Étienne Billot dans le rôle-titre de Rigoletto de Verdi.

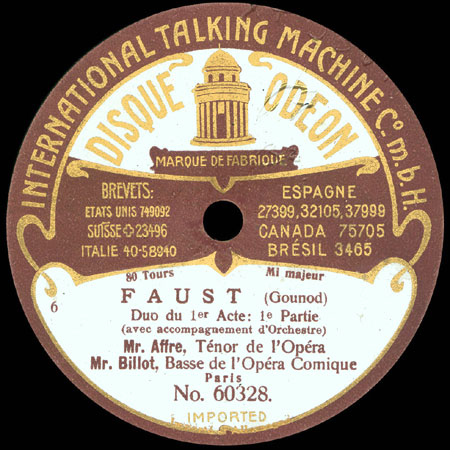

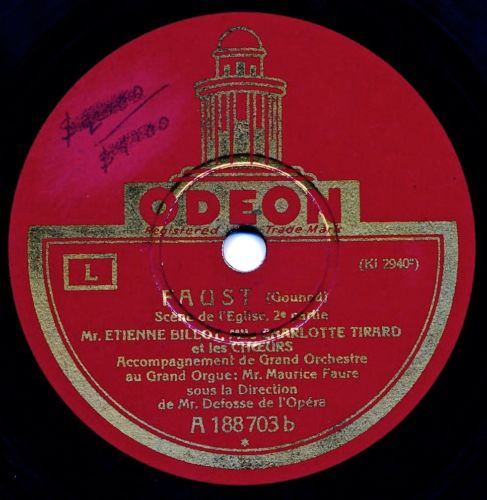

Cette liste ne prétend pas à l'exhaustivité, néanmoins elle permet d'appréhender la diversité des rôles qui font aussi la richesse de l'interprète. Les titres signalés d'un * sont dirigés par Gustave Cloëz.
| Meyerbeer   | L'Africaine                        | Air de Nelusko : Fille des rois … |
|             |                                    | Ballade de Nelusko : Adamastor, roi des vagues ... |
| Méhul       | Ariodant                           | Romance du Barde : Femme sensible … |
| Reyer       | Sigurd                             | Et toi, Freia … |
| Thomas      | Hamlet                             | Chanson bachique : Ô vin, dissipe la tristesse … * ODEON 188 588 - Ki1714x |
| Adam        | Le Chalet                          | Air de Max : Arrêtons-nous ici … |
| Delibes     | Lakmé                              | Stances de Nilakanta : Lakmé, ton doux regard se voile … |
| Thomas      | Mignon                             | Berceuse : De son cœur, j'ai calmé la fièvre … |
| Offenbach   | Les Contes d'Hoffmann              | Air de Coppélius : J'ai des yeux … |
|             |                                    | Air de Dapertutto : Scintille, diamant ... |
| Berlioz     | La Damnation de Faust              | Sérénade : Voici des roses … * ODEON 188530 - Ki1223 |
| Gounod      | Philémon et Baucis                 | Couplet de Vulcain : Au bruit des lourds marteaux d'airain ... |
|             | Mireille                           | Couplets d'Ourrias : Si les filles d'Arles sont reines … Orchestre sous la direction de Albert Wolff - ODEON 171 035 - xxp6498                                                                              |
|             | Roméo et Juliette                  | Quatuor : Dieu qui fit l'homme à son image - ODEON luxe 56159 |
|             | Faust                              | Acte I : Duo Faust-Mephistophélès Faust : Agustarello AFFRE - ODEON luxe 60328 - circa 1904-1907 |
|             |                                    | Ronde du Veau d'Or * ODEON 188528 – Ki 1219 |
|             |                                    | Sérénade : Vous qui faites l'endormie … Orchestre sous la direction de Gustave Cloëz - ODEON 188528 – Ki 1218                                                                                               |
|             |                                    | Scène de l'Eglise Marguerite : Charlotte Tirard Chœurs et orchestre sous la direction de H Defosse Enregistré Salle du Conservatoire - ODEON 188703 (KI 2939-1 & KI 2940-3)& 188704 (KI 2941-3 & KI 2042-2) |
|             |                                    | Scène de la Prison Faust : Miguel Villabella - Marguerite : Charlotte Tirard Orchestre sous la direction de Elie Défosse - ODEON 188704 & 123679 – 1931                                                     |
| Bizet       | Carmen                             | Air du Toréador * ODEON 123554 – XXP 6679 |
| Massenet    | Manon                              | Épouse quelque brave fille …* ODEON 188 527 - Ki1214 |
|             | Hérodiade                          | Air d'Hérode : Ce breuvage … Vision fugitive ...* ODEON 188 527 - Ki1217 |
|             | Le Jongleur de Notre-Dame          | Il pleure … Un peu de foi … |
|             |                                    | Romance de la Sauge : La Vierge entend fort bien … |
|             | Thaïs                              | Air d'Athanael : Voilà donc la terrible cité …* ODEON 123 554 – XXP 6675 |
| Messager    | Fortunio                           | Dans le vallon... - ODEON 97466 |
|             | La Basoche                         | Air du Duc de Longueville : Elle m'aime … * ODEON 188 588 - Ki1720x |
| Debussy     | Pelléas et Mélisande               | À mon âge, j'ai acquis je ne sais quelle fois ...* ODEON 188 732 - KI3326 |
|             |                                    | Acte I – Récit d'Arkel : Il avait toujours suivi mes conseils ... ODEON 188 732 – KI 3327 |
| Fauré       |                                    | Les Roses d'Ispahan |
|             |                                    | Les Berceaux (accompagnement sur piano Pleyel) - ODEON 188 814 – KI 4461 |
| Hahn        |                                    | Cimetière de campagne - ODEON 188 680 – Ki 2630 |
|             |                                    | D'une Prison (accompagnement sur piano Pleyel) - ODEON 188 814 – KI 4460 |
| Moussorgski |                                    | Chanson de la Puce |
| Leoncavallo | Paillasse                          | Prologue (fragment)* ODEON 171035 – XXP 6491 |
| Donizetti   | La Favorite                        | Air d'Alphonse : Jardins de l'Alcazar … |
| Rossini     | Le Barbier de Séville              | Air de Bazile – La Calomnie* ODEON 171037 – XXP 6493 |
|             | Guillaume Tell                     | Prière : Je te bénis en répandant mes larmes … Sois immobile … |
| Puccini     | La Vie de Bohème                   | Ô défroque si chère … |
|             |                                    | Quatuor Mimi : Mme Lauger-Dubois - Musette : Lise Landouzy Rodolphe : Gaston Dubois - Marcel : Étienne Billot - ODEON 13070 – circa 1907                                                                    |
| Verdi       | La Traviata                        | Air : Lorsqu'à de folles amours … * ODEON 188530 - Ki1222 |
|             | Rigoletto                          | Monologue : Le Vieillard m'a maudit … |
|             |                                    | Acte III : Duo* Gilda : Marie-Thérèse Gauley - ODEON 123660 - XXP6940&1 |
| Wagner      | La Valkyrie                        | Adieu, superbe … |
|             | Les Maîtres-chanteurs de Nuremberg | Monologue de Hans Sachs : Combien ce soir cet arbre embaume ...* ODEON 188730 – KI 3322&3 |

## Sources
- Biographie d'Étienne Billot dans : Bertrand Dermoncourt, L'Univers de l'opéra, éd. Robert Laffont, 2012, (ISBN 2221134044)